# Fallen Haven
Fallen Haven est un jeu vidéo de stratégie au tour par tour développé par MicoMeq et publié par  Interactive Magic en 1997 sur PC. Le jeu se déroule dans un univers de science-fiction dans lequel les humains et une race extraterrestre se disputent le contrôle d’une planète et de ses ressources. Le jeu propose une campagne qui peut être joué avec chacune des deux factions. Au début du jeu, le joueur contrôle une région. Dans celle-ci se trouve sa base principale qu’il doit développer en construisant de nouveaux bâtiments et des troupes. Avec ces dernières, il peut ensuite attaquer les régions avoisinantes et y capturer de nouvelles bases. L’objectif du jeu est de vaincre la faction adverse en prenant le contrôle de sa base principale.
L’affrontement pour le contrôle d’une région se déroule au tour par tour. À son tour, le joueur déplace ou fait tirer ses unités, dans la limite des points d’actions dont celles-ci disposent. Ces points peuvent également être conservés afin de réaliser des tirs de réaction lors du tour adverse. Différents types d’unités sont disponibles dans le jeu, incluant l’infanterie, l’artillerie, des lance-missiles et des chars d’assaut. Chaque unité est équipée de deux armes : une arme lourde dont l’utilisation coûte beaucoup de points d’actions et une arme légère, moins puissante mais moins couteuse en points d’action. Chaque région du jeu se caractérise par sa production de trois ressources : minerais, recherche et énergie. Pour développer sa base, le joueur a accès à une dizaine de bâtiments différents incluant les usines de production d’unités, les mines dont sont extraites le minerai et les centrales qui produisent de l’énergie. Le joueur peut de plus allouer des points de recherche à différentes technologie (blindage, vitesse, cadence de tir…) pour augmenter les caractéristiques de ses unités.
Le jeu bénéficie d’une suite, baptisée Liberation Day et publiée en 1998.

## Accueil
| Fallen Haven          |      |       |
| Média                 | Pays | Notes |
| Computer Gaming World | US   | 1.5/5 |
| Gen4                  | FR   | 2/5   |
| Joystick              | FR   | 48 %  |
| PC Gamer UK           | GB   | 65 %  |